# 全惠璡
全惠璡（1988年6月17日—），韓國女演員。

## 個人生活
拍攝電視劇《你笑了》與李天熙結識而發展成為戀人，兩人於2011年3月11日結婚，同年7月30日產下女兒。

## 演出作品

### 電視劇
- 1998年：MBC《最佳劇場－我的同桌朴順婷》
- 1998年：SBS《恩實啊》
- 2002年：MBC《預約愛情》
- 2002年：SBS《認真生活》
- 2003年：KBS《百萬朵玫瑰》
- 2006年：KBS《跑為上策》
- 2008年：SBS《家門的榮光》飾演 李慧珠
- 2009年：SBS《你笑了》飾演 鄭智秀
- 2010年：SBS《Oh! My Lady 愛你喲》（客串）
- 2017年：JTBC《有可能知道的人》飾演 金孝恩
- 2018年：tvN《Mother》飾演 伊珍
- 2022年：JTBC《我的出走日記》飾演 池賢雅
- 2023年：JTBC《代理公司》飾演 趙恩靜
- 2024年：tvN《愛在獨木橋》飾演 孟秀雅
- 2024年：Netflix《一箱情緣》飾演 鄭時靜

### 電影
- 2000年：《學校傳說》
- 2004年：《緣份的天梯》
- 2006年：《家庭對抗》
- 2007年：《宮女》
- 2010年：《血色顫動》飾演 秀景
- 2014年：《官能的法則》飾演 金秀晶
- 2015年：《犧牲復活報告書》
- 2015年：《花葬》飾演 女兒吳美英
- 2015年：《突然變異》飾演 紀錄片旁白（友情出演）
- 2021年：《閃耀的瞬間》飾演 雪姬
- 2022年：《普通的勇氣》（與李天熙、孔曉振）
- 2023年：《浪漫工厂》

## 外部連結
- 全惠璡的Instagram帳戶
- NAVER（页面存档备份，存于）